# Nephoneura mashunensis
Nephoneura mashunensis is een insect uit de familie van de vlinderhaften (Ascalaphidae), die tot de orde netvleugeligen (Neuroptera) behoort. 
Nephoneura mashunensis is voor het eerst wetenschappelijk beschreven door Péringuey in 1910.